# Eva Abu Halaweh
Eva Abu Halaweh (in arabo إيفا أبو حلاوة‎?; 1975) è un'avvocata attivista per i diritti umani giordana che nel 2011 è stata insignita dell'International Women of Courage Award..

## Biografia
È cofondatrice e direttrice esecutiva del Mizan Law Group for Human Rights ad Amman. Abu Halaweh ha una laurea in Giurisprudenza e un master in Diplomazia. È membro dell'Organizzazione araba per i diritti umani dal 1993. In precedenza Abu Halaweh praticava privatamente ed era stata assunta dall''Alto Commissariato delle Nazioni Unite per i rifugiati come consulente legale.
Abu Halaweh fa campagna contro i delitti d'onore e per la protezione di donne a rischio e vulnerabili, per l'eliminazione di torture e abusi nel sistema carcerario giordano e nelle stazioni di polizia.